# Bunter Scheibenhals-Schnellläufer

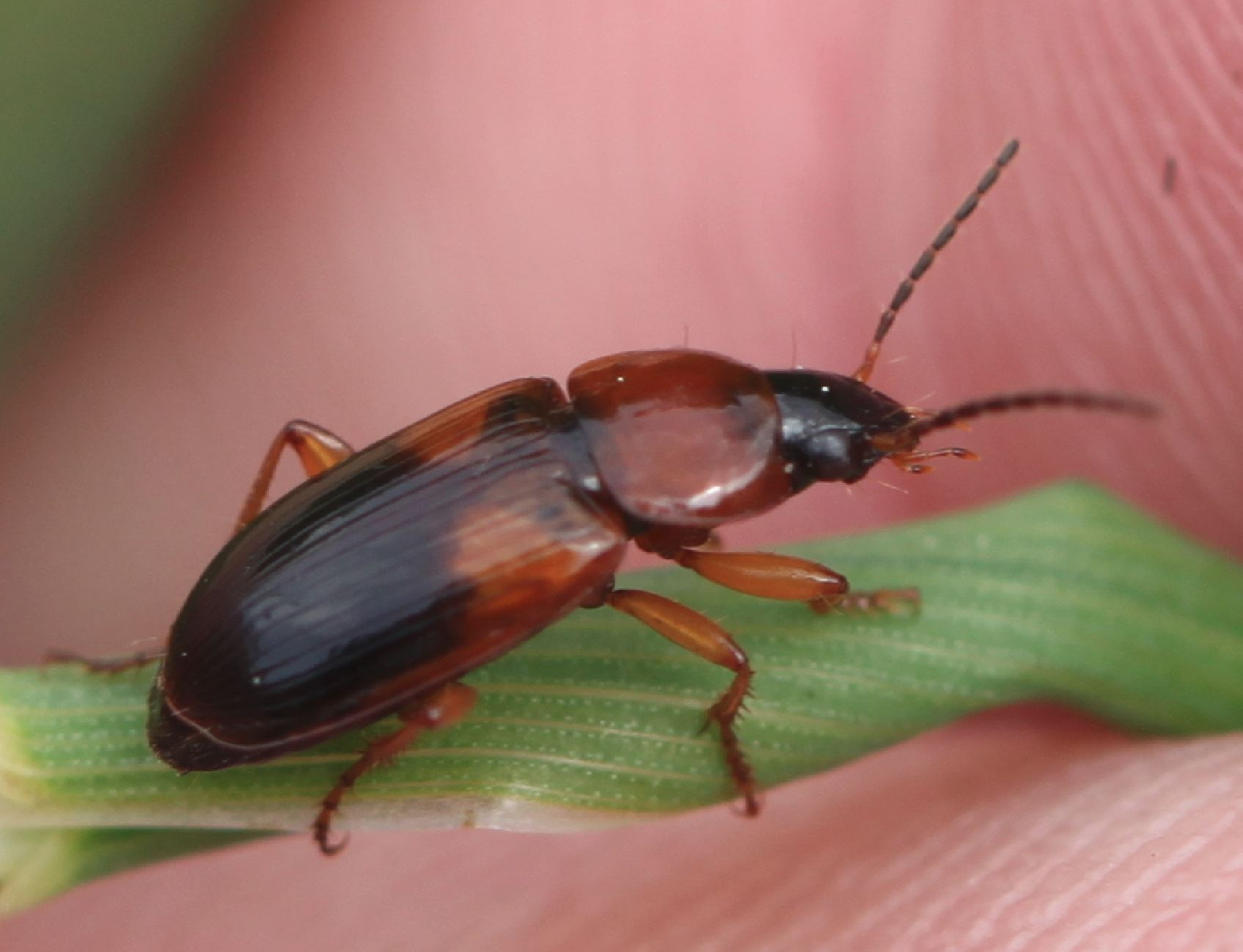

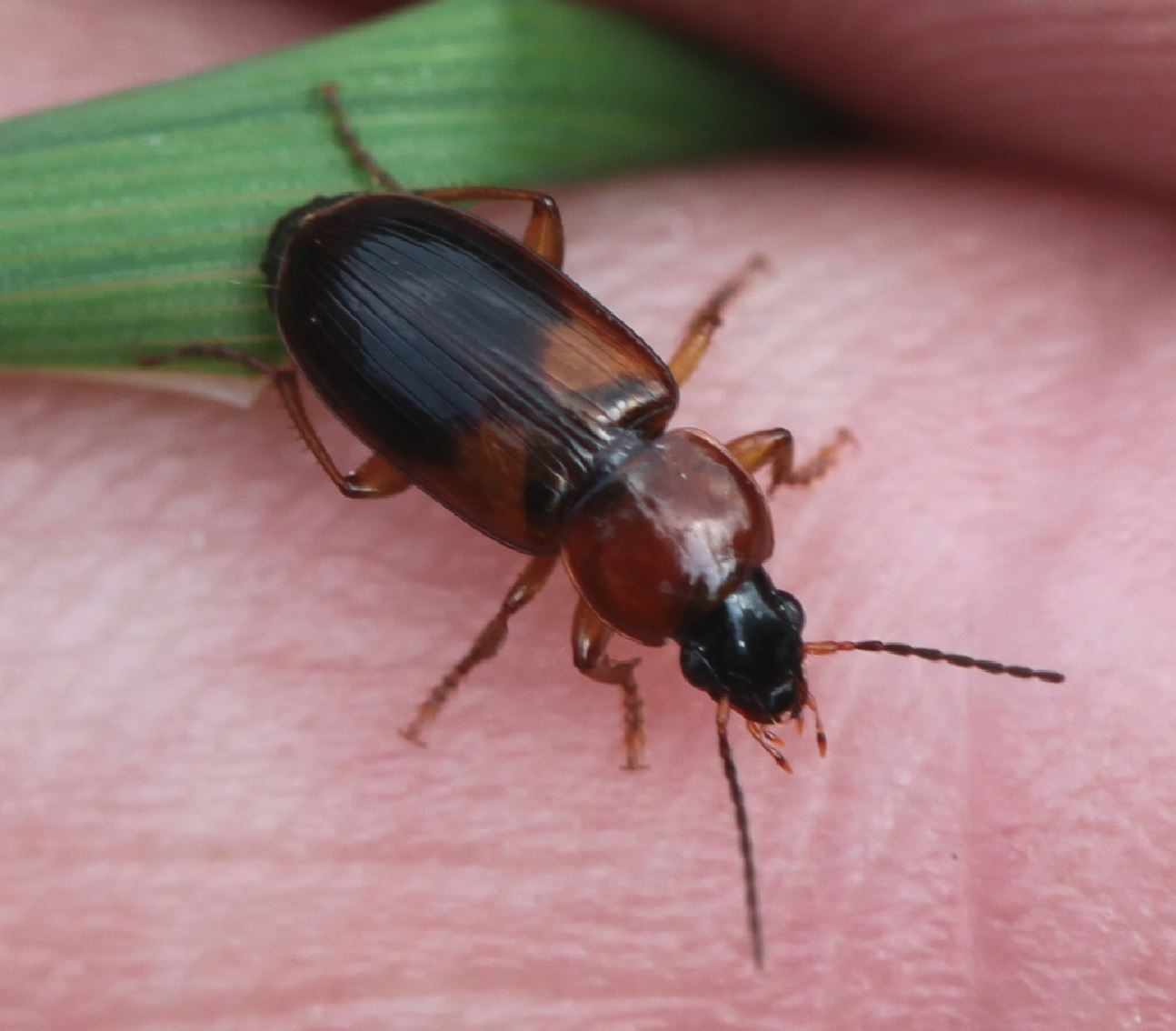

Der Bunte Scheibenhals-Schnellläufer (Stenolophus teutonus) ist ein Käfer aus der Familie der Laufkäfer (Carabidae).

## Merkmale
Die Käfer sind 5,5 bis 7 mm lang. Kopf, Mesonotum (Mittelbrust), Metanotum (Hinterbrust) und Hinterleib sind schwarz. Pronotum (Vorderbrust) und Beine sind gelbrot. Die Fühler sind ab dem 3. Glied schwarzbraun. Die gelbroten Flügeldecken besitzen einen ausgedehnten schwarzen Fleck, der sich über die hinteren Dreifünftel erstreckt und an den Seiten bis zum achten Zwischenraum reicht. Nach vorne reicht der Fleck häufig entlang der Flügeldeckennaht bis zum Vorderrand der Flügeldecken.

## Verbreitung
Der Bunte Scheibenhals-Schnellläufer kommt in weiten Teilen Europas vor. Im Norden reicht das Vorkommen bis nach Großbritannien und in den Süden Skandinaviens. Im Süden reicht das Vorkommen nach Nordafrika. Außerdem ist die Art auf den Azoren, auf Madeira und auf den Kanarischen Inseln vertreten. Im Osten erstreckt sich das Vorkommen über Kleinasien, den Nahen Osten und den Kaukasus bis nach Zentralasien.

## Lebensweise
Die Käferart gilt als eurytop und hygrophil. Sie bevorzugt als Lebensraum Flussufer, Sumpfgebiete und Ruderalflächen sowie Lehm- und Kiesgruben. Die Käfer leben dort im Detritus. Man trifft die Käfer aber auch auf Feuchtwiesen und auf Kulturland an. Mit dem Verschwinden vieler Feuchtgebiete ist der Bestand der Käferart stark rückläufig. Die Imagines überwintern. Im Frühjahr findet die Fortpflanzung statt.

## Bilder

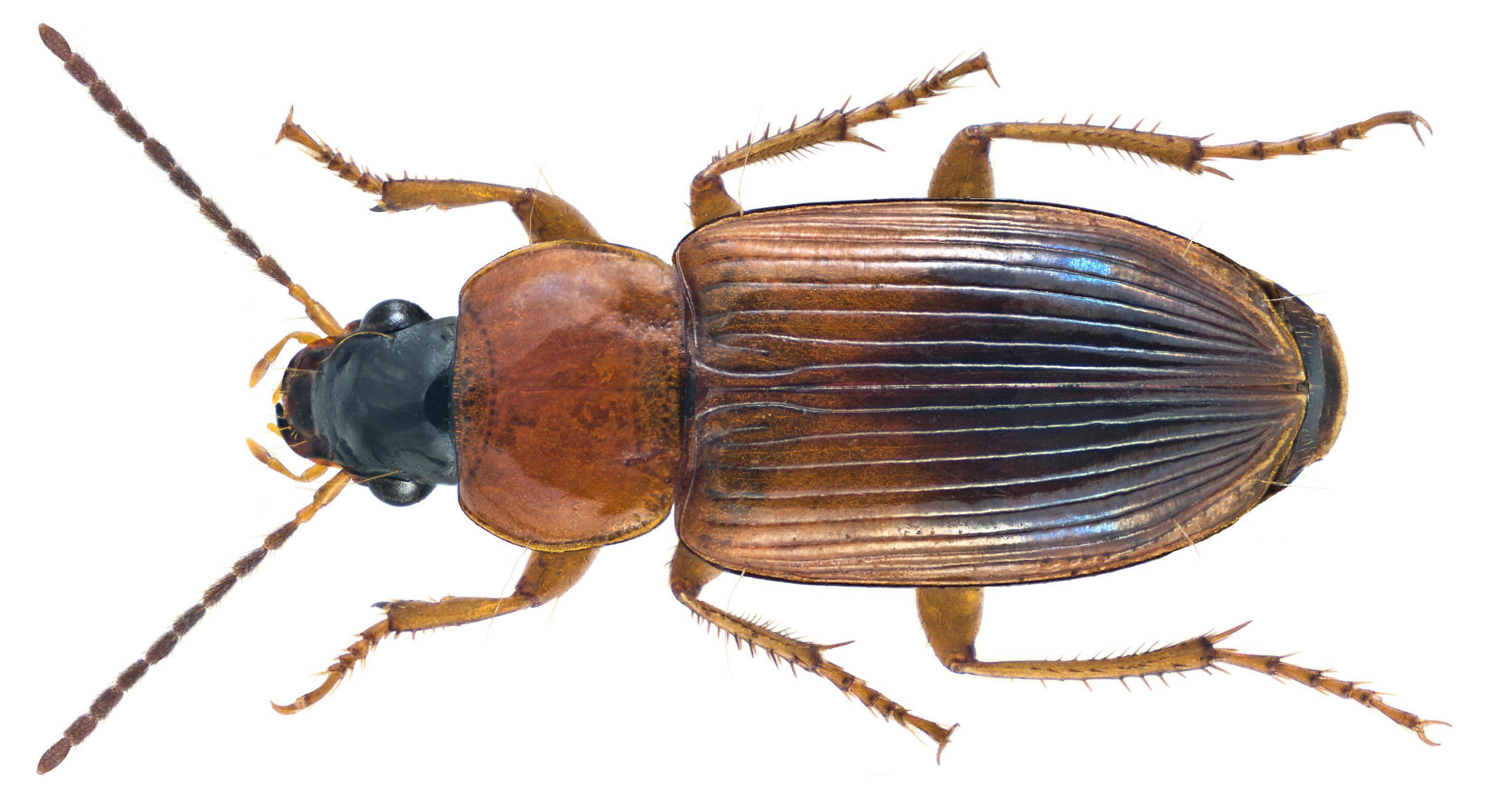
Dorsalansicht
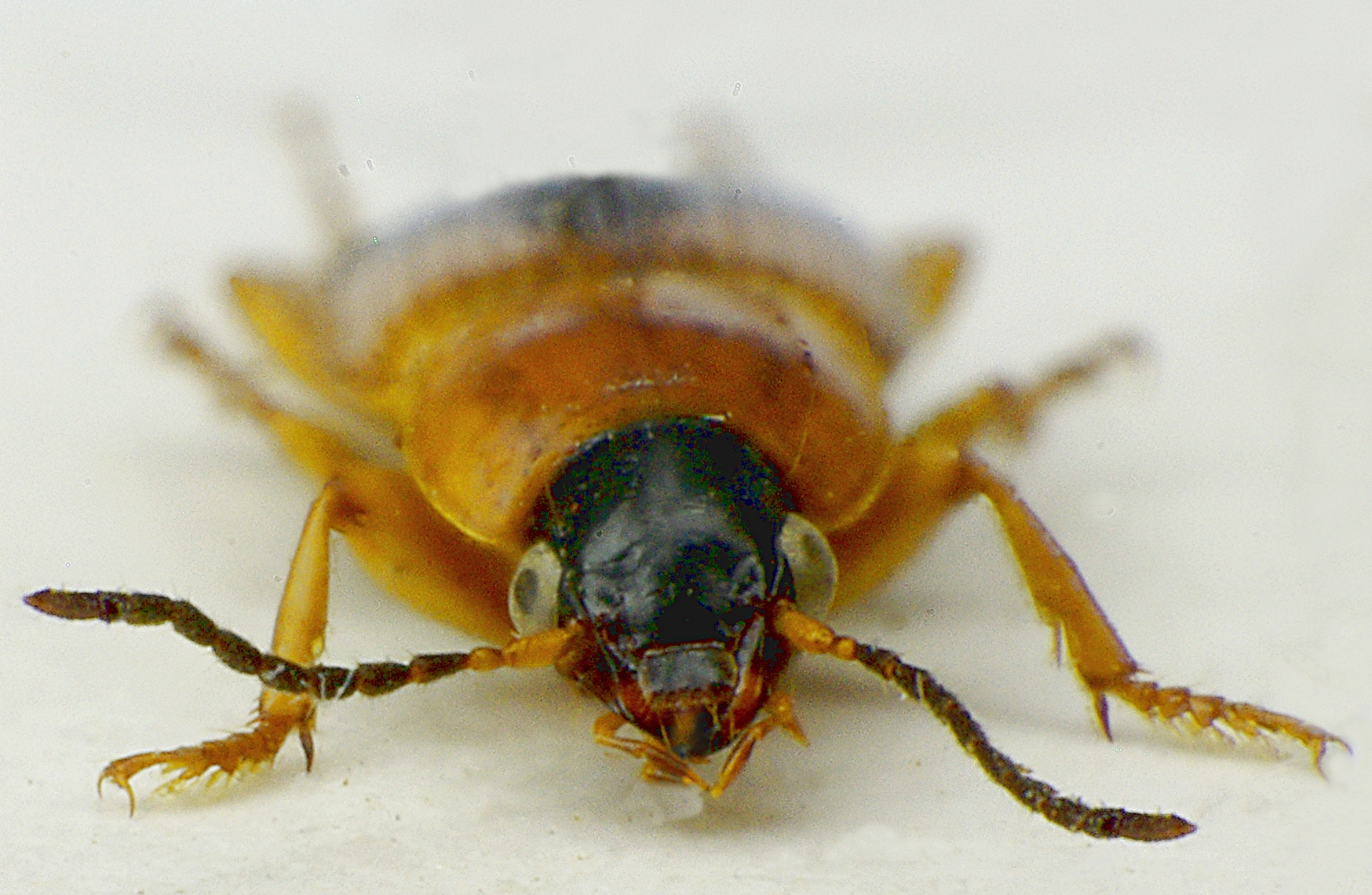
Frontansicht
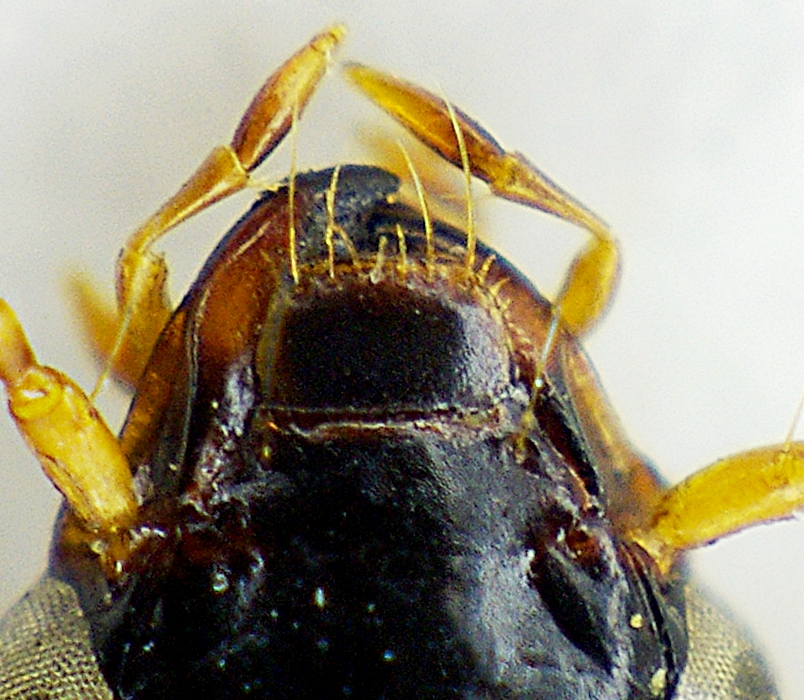
Labrum
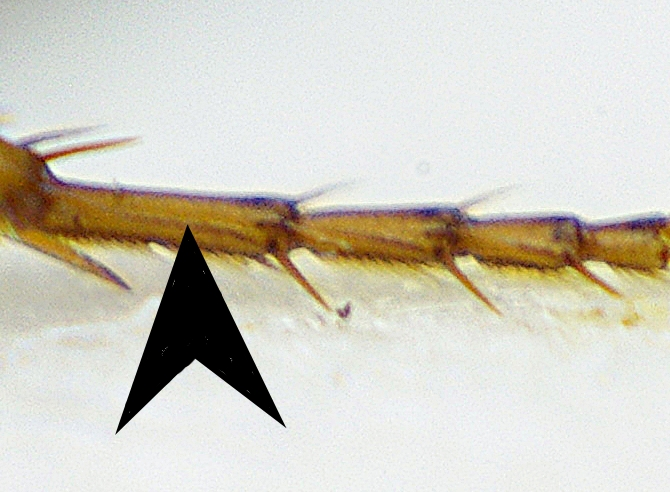
Hintertarsen
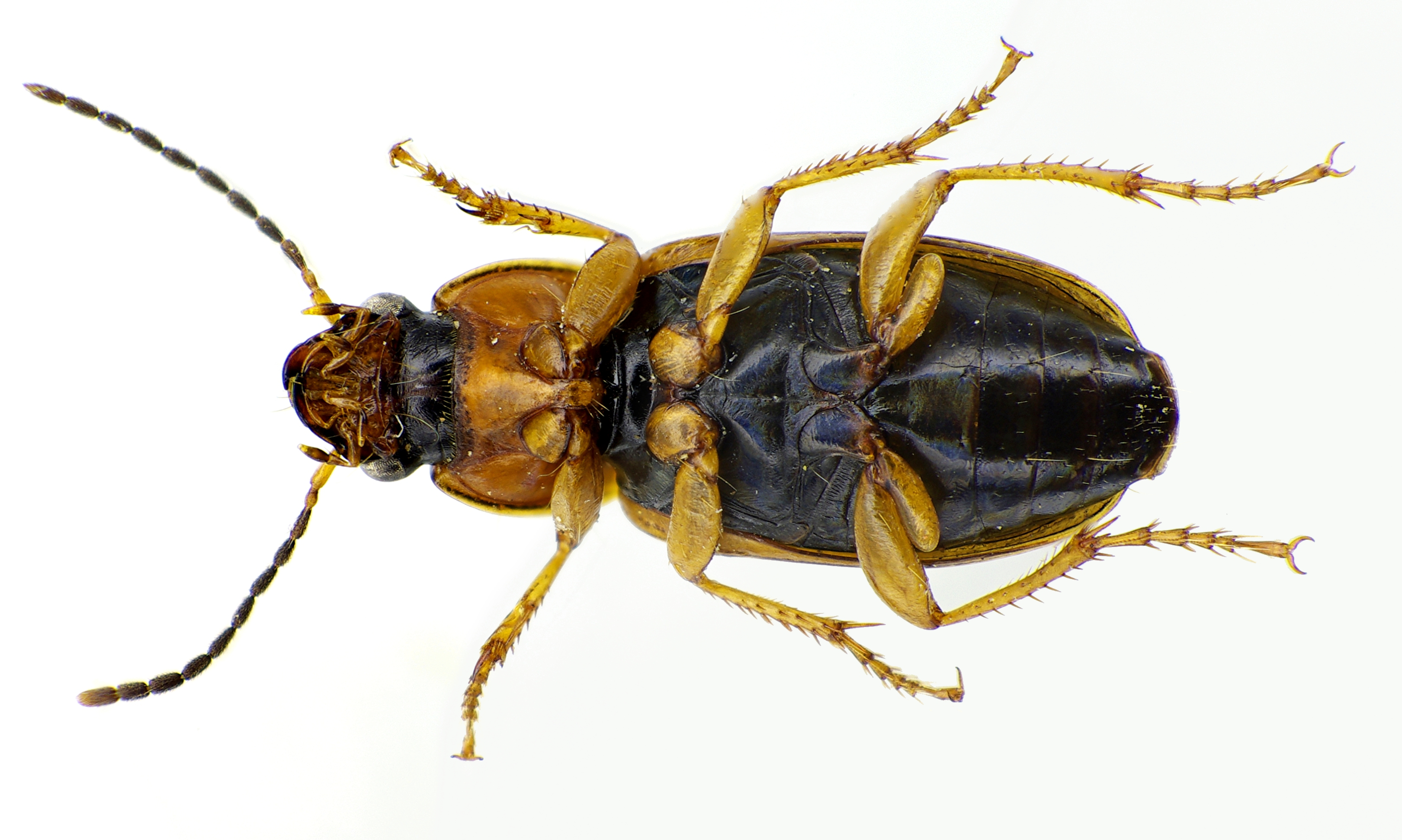
Ventralansicht
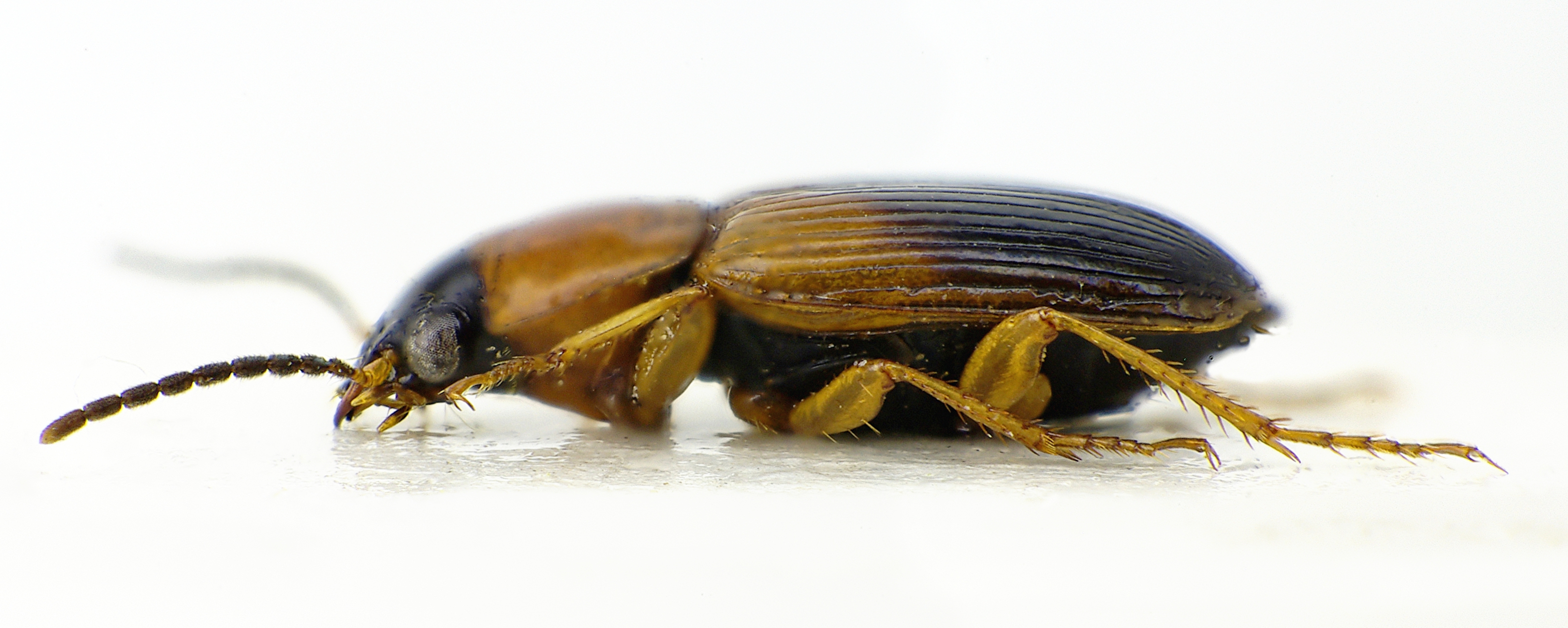
Seitenansicht
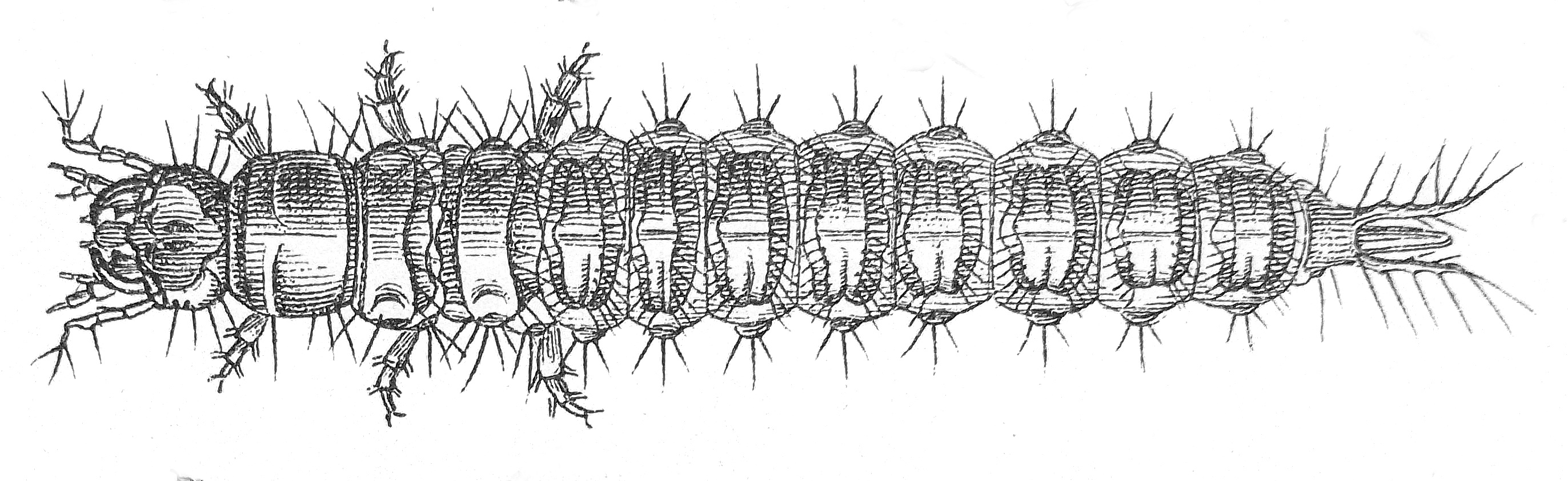
Larvenskizze